# Paul Labat (tir sportif)
Paul Labat est un tireur sportif français.

## Palmarès
Paul Labat a remporté l'épreuve Cominazzo (original) aux championnats du monde MLAIC organisés en 2006 à Bordeaux  en France. 